# Вургун Самед
Самед Вургун (азерб. Səməd Vurğun; справжнє ім'я — Самед Юсіф огли Векілов азерб. Səməd Yusif oğlu Vəkilov; 8 (21) березня 1906, с. Юхари Салахли, Ґазахський повіт, Російська імперія — 27 травня 1956, Баку, Азербайджанська РСР) — радянський азербайджанський поет, письменник і драматург, Народний поет, заслужений діяч мистецтв Азербайджанської РСР (1943), академік Академії Наук Азербайджанської РСР (1945), лауреат двох Сталінських премій другого ступеня (1941, 1942). Член КПРС від 1940 року. Депутат Верховної Ради СРСР 2—4-го скликань.

## Біографія
Самед Вургун народився 21 березня 1906 року в селищі Верхнє Салахли Казахського повіту. У 6-річному віці після смерті матері лишився на вихованні батька і бабусі по матері — Айши-ханум.
По закінченні земської школи 1918 року родина переїхала до азербайджанського містечка Казаху, де Самед разом із братом Мехтіханом вступив до Казахської вчительської семінарії.
Згодом, 1922 року, помер батько Самеда і Мехтіхана, а за рік померла й  бабуся, після чого турбота про їхнє майбутнє лягла на плечі двоюрідної сестри Хангизи Векілової.
Перший твір Самеда Вургуна — вірш «Звернення до молоді» було надруковано 1925 року в Тифліській газеті «Єні Фікір» («Нова думка»).
Після закінчення вчительської семінарії в Казаху Самед Вургун з 1926 року викладав літературу в сільських школах Казаха, Гянджі й Куби.
Протягом двох років (з 1929 по 1931 рік) навчався в Другому Московському державному університеті, а потому продовжив освіту в Азербайджанському педагогічному інституті.
1940 року Вургун вступив до лав ВКП(б).
У 1945 році Вургуну надано звання заслуженого діяча мистецтв Азербайджанської РСР. Його було обрано дійсним членом Академії наук Азербайджанської РСР. Очолював Спілку радянських письменників Азербайджану.
Самед Вургун помер 27 травня 1956 року в Баку.

## Творчість
За три десятиліття творчого життя Самед Вургун, разом зі своїми колегами, став фундатором новітньої азербайджанської літератури. У його доробку — численні поеми, драми й п'єси, перекладацька діяльність.
Поеми:
- «Подія» (1932);
- «Мурадхан» (1933);
- «Хумар» (1933);
- «Локбатан» (1933);
- «Сільський ранок» (1933);
- «Місце смерті» (1934);
- «Гіркі спогади» (1935);
- «26» (1935);
- «Шибениця» (1935);
- «Загибле кохання» (1935);
- «Бунт» (1936);
- «Басти» (1936;
- «Мугань» (1949);
- «Айгюн» (1951).

Драми і п'єси
- «Вагіф» (1937);
- «Сходить сонце (Ханлар)» (1938—39);
- «Фархад і Ширін» (1939—41);
- «Людина» (1945).

Центральне місце у творчості Самеда Вургуна посідає тема щастя азербайджанського народу і його боротьба за це — зазвичай, на тлі історичного процесу розвитку азербайджанської нації, у тому числі з використанням народного епосу та фольклору («26», «Легенда про місяць»). Самед Вургун — також автор героїко-романтичних поем на історичну тематику («Вагіф», «Фархад і Ширін»).
Особливе місце у творчості Вургуна посідає тематика німецько-радянської війни — під час війни поет створив понад 60 віршів, кілька поем, в тому числі найвідомішу «Бакінський дастан».
Самед Вургун перекладав азербайджанською твори класиків народів СРСР — О.С. Пушкіна, Шота Руставелі, І.Г. Чавчавадзе, Максима Горького тощо.

## Нагороди та відзнаки
- два ордени Леніна (27.01.1936, 24.03.1956)
- орден Трудового Червоного Прапора
- орден «Знак Пошани» (31.01.1939)
- Народний поет Азербайджанської РСР (1956)
- Заслужений діяч мистецтв Азербайджанської РСР (17.06.1943)
- Сталінська премія ІІ ст. (1941) — за п'єсу «Вагіф» (1937)
- Сталінська премія ІІ ст. (1942) — за п'єсу «Фархад і Ширін» (1942)
- медаль О. С. Пушкіна (1936)

## Вшанування

Барельєф на честь С. Вургуна на фасаді Азербайджанського росдрамтеатра

За життя Самед Вургун зазнав слави, як у радянській батьківщині, так і за кордоном.
Народного поета Азербайджану двічі було нагороджено Сталінською премією (обидва рази другого ступеня) — за п'єсу «Вагіф» (1937) 1941 року і за п'єсу «Фархад и Ширін» (1942) 1942 року.
1943 року в США на конкурсі на найкращі антивоєнні твори, вірш «Напутнє слово матері» С. Вургуна отримало високу оцінку і як одне з 20-ти найкращих було опубліковане у збірці світової антивоєнної поезії в Нью-Йорку та розповсюджене серед військових.
Самеда Вургуна шанують і в наш час. Його іменем названі вулиці в Баку і Москві, ім'я Самеда Вургуна присвоєно Азербайджанському державному російському драматичному театрові.

## Самед Вургун і Україна
Самеда Вургуна пов'язує кілька, у тому числі цікавих, фактів з Україною.
Азербайджанському поетові не чужою була українська література — він переклав рідною мовою кілька віршованих творів великого українського поета Тараса Шевченка — поеми «Катерина» і «Мар'яна-черниця», написав про нього статтю «Серця, сповнені любові» (1938).   

Пам'ятник Самеду Вургуну на вулиці Олександра Архипенка в Києві

Самед Вургун присвятив українським партизанам вірш «Партизанам України». Існують навіть свідчення, що під час ДСВ 1943 року листівки з цим твором скидали в українські ліси для моральної підтримки тих самих партизанів. Українська тематика є також у вірші поета «Голуб».
Українською мовою твори С. Вургуна переклав О. Ющенко:
- Сходить сонце (Ханлар)., К., 1952;
- Українським партизанам // в кн.: Вінок Великому Кобзареві., К., 1961 та деякі інші[3][4].

В одному з київських районів Оболонь  місцеву бібліотеку по вулиці Олександра Архипенка, 3 названо іменем Самеда Вургуна. Недарма на відзначення певного азербайджанського діяча культури у вигляді пам'ятника, в тому числі завдяки азербайджанській діаспорі Києва, що динамічно зростає, було обрано са́ме Самеда Вургуна. Урочисте відкриття пам'ятника видатному поетові Азербайджану відбулося у вересні 2006 року з нагоди 100-річного ювілею від дня його народження. Автор — азербайджанський скульптор Сейфаддін Чурбанов. Пам'ятник відкрито за ініціативи та сприяння Посольства Азербайджанської Республіки в Україні, Конгресу азербайджанців України та за підтримки Оболонської райдержадміністрації в місті Києві.
У місті Кривий Ріг є вулиця Вургуна.

## Виноски
1. 1 2  Самед Вургун:Биография. Сайт, присвячений Самеду Вургуну. Архів оригіналу за 23 вересня 2017. Процитовано 12 листопада 2009.
2. ↑  Выдающиеся Личности — Самед Вургун. Архів оригіналу за 17 січня 2010. Процитовано 12 листопада 2009.
3. ↑  Вургун Самед // Українська літературна енциклопедія : В 5 т. / редкол.: І. О. Дзеверін (відповід. ред.) та ін. — К. : Голов. ред. УРЕ ім. М. П. Бажана, 1988. — Т. 1 : А—Г. , стор. 367
4. ↑  За мотивами віршів Самеда Вургуна "Азербайджан" в книзі [[Мельников Володимир Миколайович|Володимира Мельникова]] «Українці не папуаси», с.с.164-165. Архів оригіналу за 14 липня 2014. Процитовано 5 жовтня 2015.
5. ↑  На Оболоні відкрито новий пам’ятник [Архівовано 4 липня 2008 у Wayback Machine.], інф. за 29 вересня 2006 року на kiyany.obozrevatel.com, ресурс, присвячений Києву та киянам [Архівовано 12 листопада 2009 у Wayback Machine.]